# بئر الدقيل الشرقية (القطن)

تعديل مصدري - تعديل

بئر الدقيل الشرقية هي إحدى قرى عزلة القطن بمديرية القطن التابعة لمحافظة حضرموت، بلغ تعداد سكانها 24 نسمة حسب تعداد اليمن لعام 2004.